# 프랭크 칼리체크
프랭크 칼리체크(Frank Karlitschek, 1973년 7월 25일 ~)는 독일 슈투트가르트에 거주하는 독일의 오픈 소스소프트웨어 개발자이다.
칼리체크는 자신의 블로그에서 "프라이버시는 민주주의의 근간이다"라고 주장한다. 그는 인터넷 시대에 사람들이 "자신의 데이터를 통제할" 기본적인 권리를 가져야 한다고 말한다.

## 자유 소프트웨어
칼리체크는 주로 웹 커뮤니티 및 아티스트 팀에서 일하던 2001년부터 KDE 기여자였다. 그는 2003년부터 KDE e.V.의 회원이다. 2009년 여름에 그는 KDE e.V.의 이사회 이사 및 부회장으로 선출되었다.
2001년, 칼리체크는 KDE-Look.org를 시작했다. 2008년 아카데미에서 칼리체크는 KDE 프로젝트를 위한 소셜 데스크톱 비전을 발표했다. 칼리체크는 또한 오픈-PC와 Open Collaboration Services 프로젝트를 시작했다. 그는 또한 독일 최대 리눅스 팟캐스트인 RadioTux의 공동 진행자이기도 하다. 2012년에 칼리체크는 사용자 데이터 선언(User Data Manifesto) 이니셔티브를 시작했다.
칼리체크는 리눅스콘(LinuxCon), 라티노웨어(Latinoware), 오픈수세 컨퍼런스(openSUSE Conf), 그리고 아카데미(Akademy)와 같은 컨퍼런스에서 기조연설을 한다.

## ownCloud
2010년, 칼리체크는 CampKDE 기조연설 중에 ownCloud 프로젝트를 시작했으며 2010년 6월에 버전 1.0을 발표했다. 그는 프로젝트 리더이자 관리자였다.
2011년, 칼리체크는 ownCloud의 기업 버전을 제공하기 위해 ownCloud Inc.를 공동 설립했다. 그는 CTO로 재직하며 제품 개발과 커뮤니티 관계를 총괄했다.
2016년 4월, 칼리체크는 ownCloud Inc.를 떠났다.

## Nextcloud
2016년 6월, ownCloud를 떠난 지 5주 만에 그는 ownCloud의 포크인 넥스트클라우드를 시작했다.